# Génération de la fréquence somme
La génération de la fréquence somme est un processus par lequel deux faisceaux de lumière à des fréquences différentes interagissent sous certaines conditions spéciales pour produire de la lumière à une nouvelle fréquence égale à la somme de celle des deux faisceaux interagissants. La génération de seconde harmonique est un cas particulier de ce phénomène.
En optique linéaire, la fréquence de la lumière ne change pas lorsqu'elle interagit avec divers matériaux. Cependant, en optique non linéaire, de la lumière à une nouvelle fréquence peut être générée si les conditions nécessaires sont réunies. 
La façon la plus simple de visualiser le processus de génération de fréquence somme est d'imaginer deux photons qui se combinent pour produire un nouveau photon à une nouvelle fréquence (égale à la somme des deux). Comme l'énergie d'un photon est directement proportionnelle à sa fréquence, l'énergie lors de la conversion est conservée.